# Gródź przesypowa
Gródź przesypowa, gródź przeciwprzesypowa – element konstrukcji statku wodnego w postaci wzdłużnej przegrody w ładowni. Stosowana na jednostkach przewożących ładunki sypkie (np. ziarno), a jej zadaniem jest zapobieganie przesypywania się ładunku na burtę w czasie kołysania bocznego i chronienie przed przemieszczaniem się towaru i niekontrolowaną zmianą środka ciężkości, co mogłoby doprowadzić do utraty stateczności i w efekcie przewrócenia jednostki. 
Na dużych statkach stosuje się kilka grodzi przesypowych ustawionych równolegle do płaszczyzny symetrii statku.